# Дурість бога
«Дурість бога» (ісп. La locura de Dios) — науково-фантастичний роман, написаний іспанським письменником Хуаном Міґелем Аґілерою та опублікований 14 червня 1998 року.

## Сюжет
Подорож у XIV століття разом з головним героєм Рамоном Ллюллем — він же Просвітлений Доктор — в експедиції альмогаварів у пошуках «Королівства Престе Хуана», з його багатствами та безсмертям.

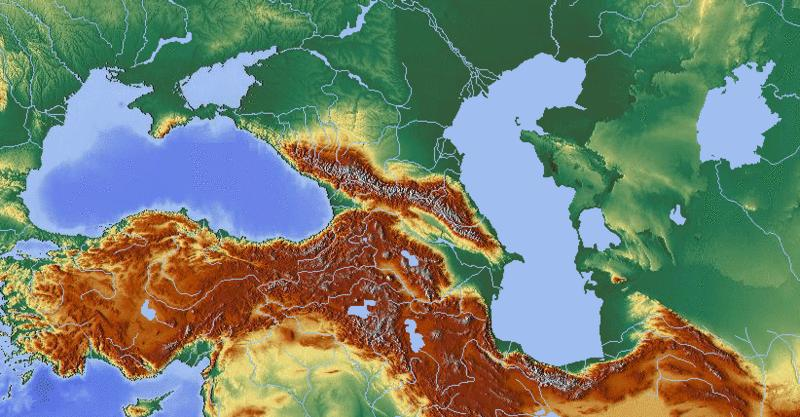
Місця дії роману:Мала Азія, від Константинополя до Аральського моря.

Роман поділений на кілька розділів, яким передує пролог («Incipit») і після нього епілог ("перорація").
Автор присвячує її «моїй сестрі Марії-Кармен».
- Інципіт

У виданні,опублікованому Diable Vauvert,історія розповідається на сторінках з 9 по 18.
4 avril 1348 священик Ніколау Еймерик відвідав свого старого господаря,брата Джеронімо,який постраждав від Чорної смерті,і побажав побачити його ще раз перед смертю.Старий монах показує йому пергамент,датований 1312 роком,на якому видно,що король Санчо Майорки наказав братові Джеронімо допомогти Святій Інквізиції розслідувати Рамона Лулля.Супроводжуючи інших інквізиторів,брат Джеронімо зустрів «осяяного лікаря». Останній розповів їм про дивні речі,які він пережив під час однієї зі своїх подорожей.
У виданні,опублікованому Diable Vauvert,історія розповідається на сторінках 90-293.
Хоча хрестоносців кілька років тому вигнали зі Святої Землі,а слабкою Східною Римською імперією правив Андронік II Палеолог,Рамон Люлль у Константинополі познайомився з імпозантним Рожером де Флором, лідером загону каталонських найманців,яких називали альмогаварами.Воєначальник поставив собі за мету знайти королівство пресвітера Джона та пропонує Рамону Луллу супроводжувати його.Остання звістка про нього датується 1175 роком,коли цей священик надіслав листа імператору.
Через кілька тижнів Роже де Флор одружився на принцесі доньї Марії.Шлюбна ніч ознаменувалася кривавим конфліктом між каталонськими альмогаварами і генуезькими військами.Різанини вдалося уникнути.
Каталонці сідають на свої кораблі і пливуть уздовж узбережжя Анатолії.Щойно розгорілася війна між греками та турками,починаються бої.Роже де Флор бере в облогу Магнезію і впевнений,що місто незабаром буде відвойовано у турків. Але приходить гонець:Андроник наказує Роджеру зняти облогу і направити свої війська не на схід,а на захід у Болгарію.Роджер розуміє,що імператор боїться,що військова перемога може підірвати престиж імператора,і що імператор боїться його.
Роджер може лише підкоритися і просить Рамона Луллія продовжити пошуки королівства Пресвітера Іоанна без нього.Він позичить йому триста чоловік,і компанія буде замаскована під купецький караван.Рамон погоджується.
- Вітя

У виданні,опублікованому видавництвом Diable Vauvert,історія розповідається на сторінках з 90 по 293.
Вивчаючи різноманітні руїни,відвідані в Малій Азії, згадуючи «місто в кришталевій пустелі»,Рамон отримує певність,що царство Пресвітера Іоанна розташоване на певній широті.Ігноруючи довготу шуканого міфічного місця,не буде іншого способу,як слідувати тій самій широті завдяки астролябії.
Караван починає слідувати стародавнім шляхом до Індії. Вони просуваються все далі і далі в невідому територію.

Коли вони прибувають до міста,де варвари,справжні «звірі істоти»,вбили все турецьке населення,вони виявляють Алі Ахмеда,якого вони беруть із собою.Пізніше вони перетинаються з азіатськими татарами.Вони визнають Ахмеда одним із своїх ворогів.Рамон пропонує викупити Ахмеда у ватажка татар.Приведений до великого шамана, він виявляє там несподівані реч:шаман одержимий Духом Зла.Рамон тікає,повертається в табір і звільняє турецьких полонених.Один з них,Ібн-Абдалла,каді,висловлює подяку.Він пояснює їм,щоб не плутали татар і "звірі істоти",і показує їм шлях до Каспійського моря,а потім до Аральського моря.
- Чесноти

У виданні,опублікованому видавництвом Diable Vauvert,історія розповідається на сторінках з 295 по 375.
- Суб'єкта

У виданні,опублікованому видавництвом Diable Vauvert,історія розповідається на сторінках 377–474.
- Абсолютний принцип

У виданні,опублікованому видавництвом Diable Vauvert,історія розповідається на сторінках з 475 по 524.
- Перорація

У виданні,опублікованому видавництвом Diable Vauvert,історія розповідається на сторінках з 525 по 529.
Після смерті брата Джеронімо Ніколау Еймерік перечитав усі документи,залишені старим ченцем.Ніколау вважав за необхідне знищити ці документи,що він негайно й зробив. Після 1348 року,ставши генеральним інквізитором,Ніколау провів решту свого життя,знищуючи рукописи Рамона Льюлля та полюючи на його учнів.

## Нагороди
- Премія «Іґнотус» за найкращий роман Іспанської асоціації фентезі, наукової фантастики та жахів (1999)
- Премія Боба Морана (2002)